# Mário Zambujal
Mário Joaquim Marvão Gordilho Zambujal OIH (Moura, 5 de Março de 1936) é um escritor e jornalista português.

## Biografia
Viveu na Amareleja até aos 5 anos, quando a família se mudou para o Algarve e mais tarde, já adulto, foi para Lisboa.
Aos 15 anos, viu publicado o seu primeiro texto, um conto, no semanário "Os Ridículos".
Tornado conhecido da maioria dos portugueses como jornalista desportivo na RTP, como apresentador do "Grande encontro", colaborou para além da televisão em programas de rádio, dos quais se destaca o "Pão com Manteiga", na Rádio Comercial com Carlos Cruz.
Foi também jornalista de A Bola, sub-director do jornal desportivo Record, chefe de redacção do jornal O Século e do Diário de Notícias, director do jornal de espetáculos Se7e e do semanário Tal & Qual, e colunista do diário 24 Horas.
Também foi autor de guiões de várias séries de televisão, como "Lá em casa tudo bem" (juntamente com Raul Solnado e Nuno Teixeira), "Isto é o Agildo", Nós os Ricos, e Os Imparáveis
A 30 de Julho de 1984 foi feito Oficial da Ordem do Infante D. Henrique.
É irmão de Francisco Manuel Marvão Gordilho Zambujal, famoso caricaturista de A Bola, e pai de Isabel Zambujal, autora de literatura infanto-juvenil.
Atual presidente do Clube dos Jornalistas.
Em 2011, o espetáculo Crónica dos Bons Malandros - O Musical sobe ao palco, dirigido por Francisco Santos em colaboração com o autor.

## Obras
- 1980 - Crónica dos Bons Malandros (adaptada para o cinema)
- 1983 - Histórias do Fim da Rua
- 1986 - À Noite Logo se Vê
- 2003 - Fora de Mão
- 2006 - Primeiro as Senhoras
- 2008 - Já Não Se Escrevem Cartas de Amor
- 2009 - Uma Noite Não São Dias
- 2010 - Dama de Espadas
- 2011 - Longe é um bom lugar
- 2012 - Cafuné
- 2013 - O Diário Oculto de Nora Rute
- 2014 - Serpentina
- 2015 - Uma Noite Não São Dias
- 2015 - Talismã - a Desordem Natural das Coisas
- 2016 - Romão e Juliana
- 2018 - Então, boa noite
- 2019 - Rodopio
- 2022 - Pirueta